# Cel mai mare spectacol

Afișul original al filmului

Cel mai mare spectacol  (titlu original: The Greatest Show on Earth) este un film american din 1952 regizat de Cecil B. DeMille. Rolurile principale au fost interpretate de actorii Betty Hutton, Cornel Wilde, Charlton Heston, James Stewart, Dorothy Lamour și Gloria Grahame. A câștigat Premiul Oscar pentru cel mai bun film.

## Distribuție
- Betty Hutton – Holly
- Cornel Wilde – marele Sebastian
- Charlton Heston – Brad Braden
- James Stewart – Buttons Clovnul
- Dorothy Lamour – Phyllis
- Gloria Grahame – Angel
- Henry Wilcoxon – agentul FBI Gregory
- Lawrence Tierney – Mr. Henderson
- John Ridgely – asistentul managerului
- Frank Wilcox – medicul de la Circus
- Brad Johnson – reporterul nenumit
- Lyle Bettger – Klaus